# Діогу де Сілвіш
Діо́гу де Сі́лвіш (порт. Diogo de Silves, Diego de Senill) — португальський мореплавець.
Згідно пошкодженого напису на портолані Габріеля де Вальсека у 1427 році, відпливши з Мадейри на захід, відкрив Азорські острови — зокрема острови Санта-Марія і Сан-Мігел. За припущенням деяких істориків (не підтвердженими, втім, документально) був капітаном на службі в Енріке Мореплавця.